# David Granger
David Granger (n. 26 ianuarie 1903, New York City, New York, SUA – d. 27 septembrie 2002, New York City, New York, SUA) a fost un bober ce a reprezentat Statele Unite ale Americii, medaliat olimpic. A participat la o ediție a Jocurilor Olimpice (1928) în care a câștigat o medalie de argint.

## Participări
Lista de mai jos prezintă principalele competiții la care a participat David Granger de-a lungul carierei.
- Olympische Winterspiele 1928/Bob[*]